# Peter Imhoff (Kaufmann)
Peter Imhoff (* 27. Oktober 1444 in Nürnberg; † 28. Mai 1528 ebenda), auch Peter I. Imhoff oder Peter Imhoff d. Ä., war ein Nürnberger Patrizier, Kaufmann und Mäzen aus dem alten Rats- und Kaufherrengeschlecht Imhoff.

## Leben
Imhoff wurde als zweiter Sohn des Hans Imhoff d. Ä. (1419–1499) und der Margarete Neudung (geb. um 1425, gest. 1459) geboren. Er gilt als Stammherr der sog. Petrinischen Hauptlinie. Im Jahre 1472 heiratete er Magdalena Holzschuher.
Peter Imhoff erwarb 1502 das sogenannte Burgfriedschlösschen, ein adeliger Herrensitz in Sündersbühl. Anfang der 1520er Jahre sicherte er sich mit seiner Handelsgesellschaft „Peter Imhoff und Gebrüder“ das Alleinkaufsrecht auf die von den Portugiesen in Lissabon eingeführten Gewürze.